# Ralf Raps
Ralf Raps (ur. 10 października 1960 w Kolonii) – niemiecki piłkarz występujący na pozycji bramkarza.

## Kariera
Raps karierę rozpoczynał w wieku juniora w klubie SG Dornheim 1886. W 1981 roku trafił do Eintrachtu Frankfurt. W Bundeslidze zadebiutował 9 marca 1982 w przegranym 3:5 meczu z 1. FC Nürnberg. Było to jednak jedyne spotkanie rozegrane przez niego w barwach Eintrachtu.
W 1982 roku odszedł do drugoligowego Hannoveru 96. W ciągu pierwszych dwóch sezonów nie zagrał tam jednak w żadnym meczu, gdyż był bramkarzem rezerwowym dla Jürgena Rynio. W Hannoverze pierwszy ligowy mecz zaliczył 14 sierpnia 1984 w wygranym 2:1 meczu z VfB 1910 Bürstadt. Od początku sezonu 1984/1985 Raps stał się podstawowym graczem Hannoveru. W 1985 roku awansował z klubem do Bundesligi. Po roku powrócił jednak z zespołem do 2. Bundesligi. W 1987 roku ponownie wywalczył z drużyną awans do Bundesligi. W 1989 roku po spadku Hannoveru do 2. Bundesligi, Raps zakończył karierę.